# 卡拉比阿特
卡拉比阿特，是台灣卑南族知本部落傳說中的一位人物，曾經偷竊別人的珠子，作為向他社女性求婚的禮物。

## 簡述
卡拉比阿特的本名叫厄那利烏（Venario），傳說中他有一個叫卡婁卡勒（Kalokal）的兄弟和米麗克（Milik）的姊妹，而他們的父母則無從得知，但有說法認為他是西哈西浩的孫子、卡桑拉幹（Kazanglaqan）的兒子，而其他版本的傳說中卡桑拉幹的四位子女則是他的姪子。

## 傳說

### 拯救兄弟
傳說中卡婁卡勒的身上有許多神奇的紋身，那些紋身甚至還深入骨頭，而他也因此被荷蘭人綁架帶走，卡拉比阿特為了拯救自己的兄弟，試著跟荷蘭人談判將他贖回來無果，又跑去了荷蘭人的根據地赤崁找人，然而，儘管他最最後終於找到卡婁卡勒，對方卻因為滿足於被荷蘭人照顧的生活而拒絕回去，他最後只好獨自返回部落。
而在當初追蹤荷蘭人足跡時，他為了早點追上他們而連夜趕路，晚上的時候為了看清楚路面，還從眼睛裡發出螢光，而「卡拉比阿特」的名字也是因此而來。

#### 加津林部落
據說在卡拉比阿特趕往赤崁的路上，他看到兩個從山區遷來的排灣族父子：巴當（Padang）和迪巴拉（Dipara）正在知本部落的地盤上劃分土地，便生氣地把迪巴拉抓回部落裡，時天候，巴當帶著和他一起遷徙來東方的一群排灣族人來到卡砦卡蘭部落（Kazekalan，位於現在知本部落後方山上）跟部落的人談判，表示他們因為某些原因而想要往日出的方向播遷並建立部落，而卡砦卡蘭部落的人決定讓他們自己找一個喜歡的安身之處，而最後一部份的排灣族人選擇一個叫「杜烏杜烏」（Toqotoqo，位於北大武山北方）的地方落腳，原因是他們很喜歡那裡的白楊樹，因此卑南族人稱他們為「白楊木人」；另有一部份的人選擇有影子遮罩的地方，卑南族人便稱呼他們為「影子」（Pataval）；而巴當則喜歡另一處的山坡，因此在那裡建立了加津林部落（Seqeciin，台東縣大武鄉，排灣族）。

### 偷竊
在從赤崁回來的路上，卡拉比阿特順道去見了西排灣族的一位女頭目杜奔浪（Doberang），兩人是舊識。雖然杜奔浪熱情招待他，但卡拉比阿特卻趁著他不注意的時候偷了一顆名為「太陽的淚珠」的珍珠（疑似為琉璃珠）吞進肚裡，杜奔浪發現珠子不見後，一口咬定是他偷的，但苦無證據，因此叫全部落的人追捕他，卡拉比阿特連忙一路逃到河邊，並且拉弓射箭，河水被箭的力量分為兩半，讓他可以安心通過，並且在他通過後又合了起來，排灣族人因此無法繼續追。而在他回到卡砦卡蘭部落後，便藉由排便把珠子排出來，並且向一名叫菈巫特（Lavot，一說是家族）的女性求婚，兩人生有兩個兒子：Sinakovan和Remaqovong，他們在長大被被派去管理部落的斥候塔和交易所，如果有人要來繳交供品時，兄弟倆就會大叫，而那些人若沒有因為他們的大叫而跑走，就會被他們所殺。
另有說法認為他拜訪的人是自己的姊妹米麗克。